# The Hits (Alexia)
The Hits è il primo greatest hits della cantante italiana Alexia, pubblicato nel 2000.

## Descrizione
L'album riassume tutte le tappe musicali della "regina della dance internazionale", dall'album Fun Club, a The Party, per finire con Happy. Vende circa 2 milioni di copie, ottenendo vari riconoscimenti sia in Italia che in altri paesi.
Unico inedito, e primo singolo promozionale di questa raccolta, è il brano scritto da Alexia con Franco Fasano e Robyx e che s'intitola Ti amo ti amo che in lingua italiana ha solo il titolo e anche il ritornello (con la lingua sia italiana che inglese). Entra a far parte delle maggiori classifiche italiane e europee e vende molte copie anche come singolo.

## Tracce
Testi di Alessia Aquilani, musiche di Roberto Zanetti, eccetto nei brani dell'album Happy e nel brano inedito in cui le musiche sono dello stesso Zanetti e Franco Fasano.
1. Ti amo ti amo
2. Me and You
3. Summer Is Crazy
4. Number One
5. Uh La La La
6. Gimme Love
7. The Music I Like
8. Keep On Movin
9. Goodbye
10. Happy
11. Baby Baby Baby
12. Shake You Up
13. Save a Prayer
14. Claro de Luna
15. Uh La La La (Almighty Edit)
16. Gimme Love (Club Short Edit)
17. Happy (2K Noki Short Edit)

## Classifiche
| Paese  | Posizione più alta |
| ------ | ------------------ |
| Italia | 26                 |